# Чжан Сяобинь
Чжан Сяобинь (кит. трад. 張曉彬, упр. 张晓彬, пиньинь Zhāng Xiǎobīn; род. 14 февраля 1985, Чжанцзякоу, Хэбэй, КНР) — китайский футболист выступающий на позиции полузащитника в клубе Китайской Суперлиги «Бэйцзин Гоань».

## Карьера
Чжан Сяобин начинал свою карьеру как атакующий полузащитник в различных молодёжных командах «Шэньси Голи». В 2001 году был отправлен на стажировку в Англию по обмену с 25-ю другими молодыми китайскими футболистами, где смог обратить на себя внимание тренеров клуба «Стокпорт Каунти». Подписав контракт с клубом Чжан Сяобинь в течение трёх лет выступал за молодёжную и резервную команды клуба, но не сумел пробиться в основной состав.
В 2005 году перебирается в А-Лигу в клуб «Нью Зиланд Найтс», в составе которого дебютировал 28 августа 2005 года в матче против «Квинсленд Роар». Единственный гол в составе Рыцарей забил 28 января 2006 года в ворота «Аделаида Юнайтед». «Нью Зиланд Найтс» выступал плохо и находился на последнем месте, а Чжан не мог утвердится в роли игрока основного состава, контракт был расторгнут. Недолго поиграв в полупрофессиональной лиге за «Кингстон Сити», Чжан Сяобин отправился на родину в клуб «Чанша Цзиньдэ».
В «Чанша Цзиньдэ» Чжан переквалифицировался в опорного полузащитника и стал футболистом основного состава, позднее на него обратил внимание клуб «Тяньцзинь Тэда» в который он перешел 2 апреля 2010 года. Он сразу стал важным игроком, но с приходом в 2011 году Сон Джон Гука стал реже попадать в основной состав. После победы в Кубке китайской ФА тренер Ари Хан отказался от услуг полузащитника.
С 2012 года выступает за «Бэйцзин Гоань». В 2015 году находился в аренде в «Чунцин Лифань».

## Достижения
- Обладатель Кубка китайской ФА: 1 (2011)
- Серебряный призёр Китайской Суперлиги: 2 (2010, 2014)